# Супрунович Сергій Васильович
Сергій Васильович Супрунович - кандидат хімічних наук, доцент кафедри органічної хімії та фармації Волинського національного університету імені Лесі Українки.

## Освіта
2015 рік - диплом доцента кафедри органічної та біоорганічної хімії, Схіндоєвропейський національний університет імені Лесі Українки
2006 рік - диплом кандидата хімічних наук, Інститут органічної хімії НАН України (м. Київ).

1997 рік - диплом кандидата хімічних наук, Институт элементоорганических соединений имени А.Н.Несмеянова РАН (м. Москва). 

1992 рік - диплом хіміка, химический факультет, Московский государственный университет имени М.В.Ломоносова (м. Москва). 

## Наукових інтереси
Наукові дослідження знаходяться в області ксантенових барвників - похідні родамінів та флуоресцеїнів, їх  модифікація та аналітичний потенціал. 

## Науковометричні бази
- Publon [Архівовано 15 листопада 2021 у Wayback Machine.]
- OrcId [Архівовано 15 листопада 2021 у Wayback Machine.]
- Google Scholar [Архівовано 15 листопада 2021 у Wayback Machine.]
- Scopus [Архівовано 15 листопада 2021 у Wayback Machine.]

## Дисципліни, що викладає
- безпека життєдіяльності та основи охорони праці 

- безпека життєдіяльності, основи біоетики та біобезпеки 

- безпека життєдіяльності та основи викладання БЖД 

- основи охорони праці 

- європейський стандарт комп'ютерної грамотності 

- інформаційні технології в професійній діяльності 

- інформаційні технології в галузі знань 

- інформаційні технології в галузі хімії 

## Вибрані праці
1. Кормош А., Кормош Ж., Корольчук С., Савчук Т., Боркова С., Супрунович С., Бохан Ю. Порівняльна характеристика Cu(II)-чутливих сенсорів // Матеріали ІХ Міжнародної конференції «Релаксаційно, нелінійно, акустооптичні  процеси і матеріали» RNAOPM’2018; I Волинсько-Поморської міждисциплінарної літньої школи «Мистецтво та наука» - ВПЛШ-2018. – Луцьк: Вежа-Друк. С. 65-69.

1. Кормош Ж.О., Боркова С., Супрунович С., Кормош А., Корольчук С., Савчук Т., Белагра Х.К. Функціоналізовані  спіроциклічні  сполуки  як  ефективні хемосенсори // Науково-практичні  розробки  молодих  учених  в  хімічній,  харчовій  та парфумерно-косметичній  галузях  промисловості:  Матеріали  V Всеукраїнської  науково-практичної  конференції  молодих  учених  і студентів. – Херсон, ХНТУ, 2018. C.102.

1. Супрунович С.В. Основи праксеології у курсі безпеки життєдіяльності // Матеріали ІІІ міжнародної конференції «Актуальні проблеми фундаментальних наук». - Луцьк-Світязь. -  2019 р. - с.260-262.

1. Супрунович С.В., Рибак О.О., Кормош Ж.О. Основи Шифа, похідні амідів родамінів 6Ж і С. // Матеріали ювілейної XXV української конференції з органічної та біоорганічної хімії. – Луцьк, 2019 р. - с.204.

1. Супрунович С.В. Поняття часової преференції у курсі безпеки життєдіяльності та основ охорони праці. Тенденції та перспективи розвитку науки і освіти в умовах глобалізації : Матеріали Міжн. наук.-практ. інт.-конф. Вип. 63. ереяслав, 2020. с.542-544

## Контакти
43025, м. Луцьк, вул. Потапова, 9 (навчальний корпус С, каб. 816а)

Фейсбук 

E-Mail